# Buré
Ne doit pas être confondu avec Bure (Meuse) ou Bure (Moselle).
Pour les articles homonymes, voir Buré (homonymie).
Buré est une commune française, située dans le département de l'Orne en région Normandie, peuplée de 101 habitants.

## Géographie
La commune est aux confins du Perche et de la campagne d'Alençon. Son bourg est à 4,5 km à l'est du Mêle-sur-Sarthe et à 12 km à l'ouest de Mortagne-au-Perche.
Le point culminant (211 m) se situe sur les buttes de Buré, au sud-ouest. Le point le plus bas (148 m) correspond à la sortie de la Sarthe du territoire, au nord-ouest.
| Coulonges-sur-Sarthe    | Coulonges-sur-Sarthe                             | La Mesnière             |
| Saint-Julien-sur-Sarthe | Buré                                             | La Mesnière             |
| Saint-Julien-sur-Sarthe | Saint-Julien-sur-Sarthe, Saint-Quentin-de-Blavou | Saint-Quentin-de-Blavou |

### Hydrographie
La commune est située dans le bassin Loire-Bretagne. Elle est drainée par la Sarthe, un bras de la Sarthe et l'Erine,,.
La Sarthe, d'une longueur de 314 km, prend sa source dans la commune de Soligny-la-Trappe, au hameau de Somsarthe, c'est-à-dire "sommet de la Sarthe", à une altitude de 250 mètres. Sur une grande partie de son cours, elle marque alors la limite entre les départements de l'Orne et de la Sarthe et conflue avec la Mayenne à Angers à une altitude de 15 mètres, pour former la Maine. 

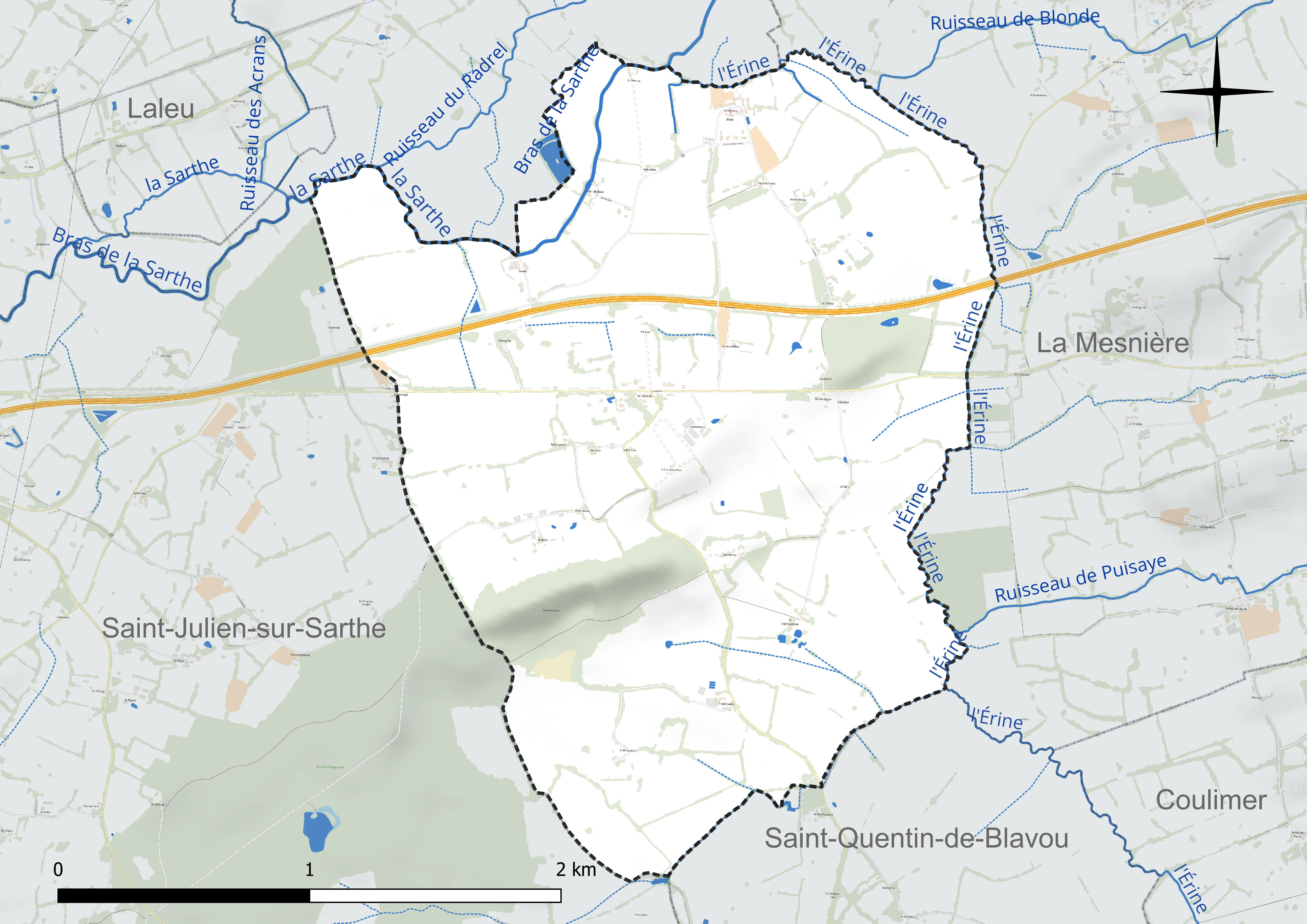
Réseau hydrographique de Buré.

### Climat
Pour des articles plus généraux, voir Climat de la Normandie et Climat de l'Orne.
En 2010, le climat de la commune est de type climat océanique dégradé des plaines du Centre et du Nord, selon une étude du CNRS s'appuyant sur une série de données couvrant la période 1971-2000. En 2020, Météo-France publie une typologie des climats de la France métropolitaine dans laquelle la commune est exposée à un climat océanique altéré et est dans la région climatique Normandie (Cotentin, Orne), caractérisée par une pluviométrie relativement élevée (850 mm/a) et un été frais (15,5 °C) et venté. Parallèlement le GIEC normand, un groupe régional d’experts sur le climat, différencie quant à lui, dans une étude de 2020, trois grands types de climats pour la région Normandie, nuancés à une échelle plus fine par les facteurs géographiques locaux. La commune est, selon ce zonage, exposée à un « climat des plateaux abrités », se caractérisant par une pluviométrie et des contraintes thermiques modérées mais aussi, par effet de continentalité, des températures plus contrastées qu'au nord dans la plaine de Caen, avec communément 10 à 15 jours par an de plus de froid en hiver et de chaleur en été.
Pour la période 1971-2000, la température annuelle moyenne est de 10,2 °C, avec une amplitude thermique annuelle de 14,3 °C. Le cumul annuel moyen de précipitations est de 743 mm, avec 12 jours de précipitations en janvier et 7,8 jours en juillet. Pour la période 1991-2020, la température moyenne annuelle observée sur la station météorologique la plus proche, située sur la commune de Mortagne-au-Perche à 10 km à vol d'oiseau, est de 11,5 °C et le cumul annuel moyen de précipitations est de 802,0 mm,. Pour l'avenir, les paramètres climatiques de la commune estimés pour 2050 selon différents scénarios d’émission de gaz à effet de serre sont consultables sur un site dédié publié par Météo-France en novembre 2022.

## Urbanisme

### Typologie
Au 1er janvier 2024, Buré est catégorisée commune rurale à habitat très dispersé, selon la nouvelle grille communale de densité à sept niveaux définie par l'Insee en 2022. Elle est située hors unité urbaine et hors attraction des villes,.

### Occupation des sols
L'occupation des sols de la commune, telle qu'elle ressort de la base de données européenne d’occupation biophysique des sols Corine Land Cover (CLC), est marquée par l'importance des territoires agricoles (95,2 % en 2018), une proportion identique à celle de 1990 (95,2 %). La répartition détaillée en 2018 est la suivante : prairies (72,6 %), zones agricoles hétérogènes (21,4 %), forêts (4,8 %), terres arables (1,2 %). L'évolution de l’occupation des sols de la commune et de ses infrastructures peut être observée sur les différentes représentations cartographiques du territoire : la carte de Cassini (XVIIIe siècle), la carte d'état-major (1820-1866) et les cartes ou photos aériennes de l'IGN pour la période actuelle (1950 à aujourd'hui).

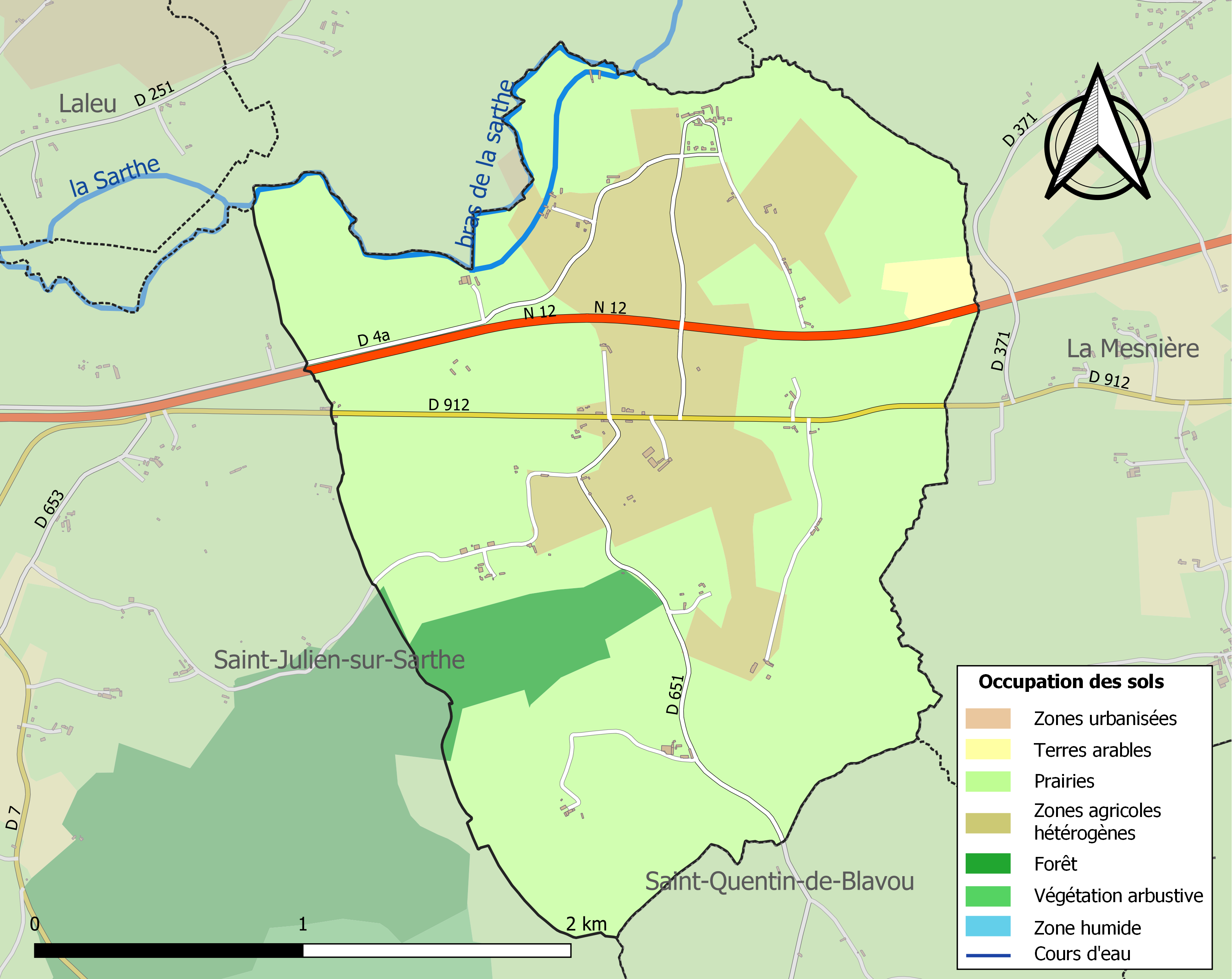
Carte des infrastructures et de l'occupation des sols de la commune en 2018 (CLC).

## Toponymie
Le toponyme est attesté sous la forme Bureyum en 1335. Il est issu de l'anthroponyme gaulois ou roman Burius.
Le gentilé est Buréain.

## Histoire
Au Moyen Âge, le site était un lieu stratégique sur la frontière du Perche.

## Politique et administration
| Période                                  | Période   | Identité            | Étiquette | Qualité                         |
| ---------------------------------------- | --------- | ------------------- | --------- | ------------------------------- |
| 1989                                     | mars 2001 | Maurice Berson      |           |                                 |
| mars 2001                                | mars 2014 | Gilbert Mesnil      | SE        | Agriculteur                     |
| mars 2014                                | En cours  | Monique Flerchinger | SE        | Assistante maternelle retraitée |
| Les données manquantes sont à compléter. |           |                     |           |                                 |

Le conseil municipal est composé de onze membres.

## Démographie
L'évolution du nombre d'habitants est connue à travers les recensements de la population effectués dans la commune depuis 1793. Pour les communes de moins de 10 000 habitants, une enquête de recensement portant sur toute la population est réalisée tous les cinq ans, les populations de référence des années intermédiaires étant quant à elles estimées par interpolation ou extrapolation. Pour la commune, le premier recensement exhaustif entrant dans le cadre du nouveau dispositif a été réalisé en 2005.
En 2022, la commune comptait 101 habitants, en évolution de −8,18 % par rapport à 2016 (Orne : −3,21 %, France hors Mayotte : +2,11 %).Buré a compté jusqu'à 355 habitants en 1806.
| 1793 | 1800 | 1806 | 1821 | 1836 | 1841 | 1846 | 1851 | 1856 |
| ---- | ---- | ---- | ---- | ---- | ---- | ---- | ---- | ---- |
| 338  | 332  | 355  | 329  | 346  | 346  | 328  | 308  | 287  |

| 1861 | 1866 | 1872 | 1876 | 1881 | 1886 | 1891 | 1896 | 1901 |
| ---- | ---- | ---- | ---- | ---- | ---- | ---- | ---- | ---- |
| 266  | 263  | 260  | 240  | 234  | 204  | 232  | 211  | 200  |

| 1906 | 1911 | 1921 | 1926 | 1931 | 1936 | 1946 | 1954 | 1962 |
| ---- | ---- | ---- | ---- | ---- | ---- | ---- | ---- | ---- |
| 195  | 171  | 155  | 157  | 155  | 154  | 167  | 154  | 140  |

| 1968 | 1975 | 1982 | 1990 | 1999 | 2005 | 2006 | 2010 | 2015 |
| ---- | ---- | ---- | ---- | ---- | ---- | ---- | ---- | ---- |
| 123  | 88   | 72   | 94   | 101  | 112  | 115  | 117  | 110  |

| 2020 | 2022 | - | - | - | - | - | - | - |
| ---- | ---- | - | - | - | - | - | - | - |
| 105  | 101  | - | - | - | - | - | - | - |

## Lieux et monuments

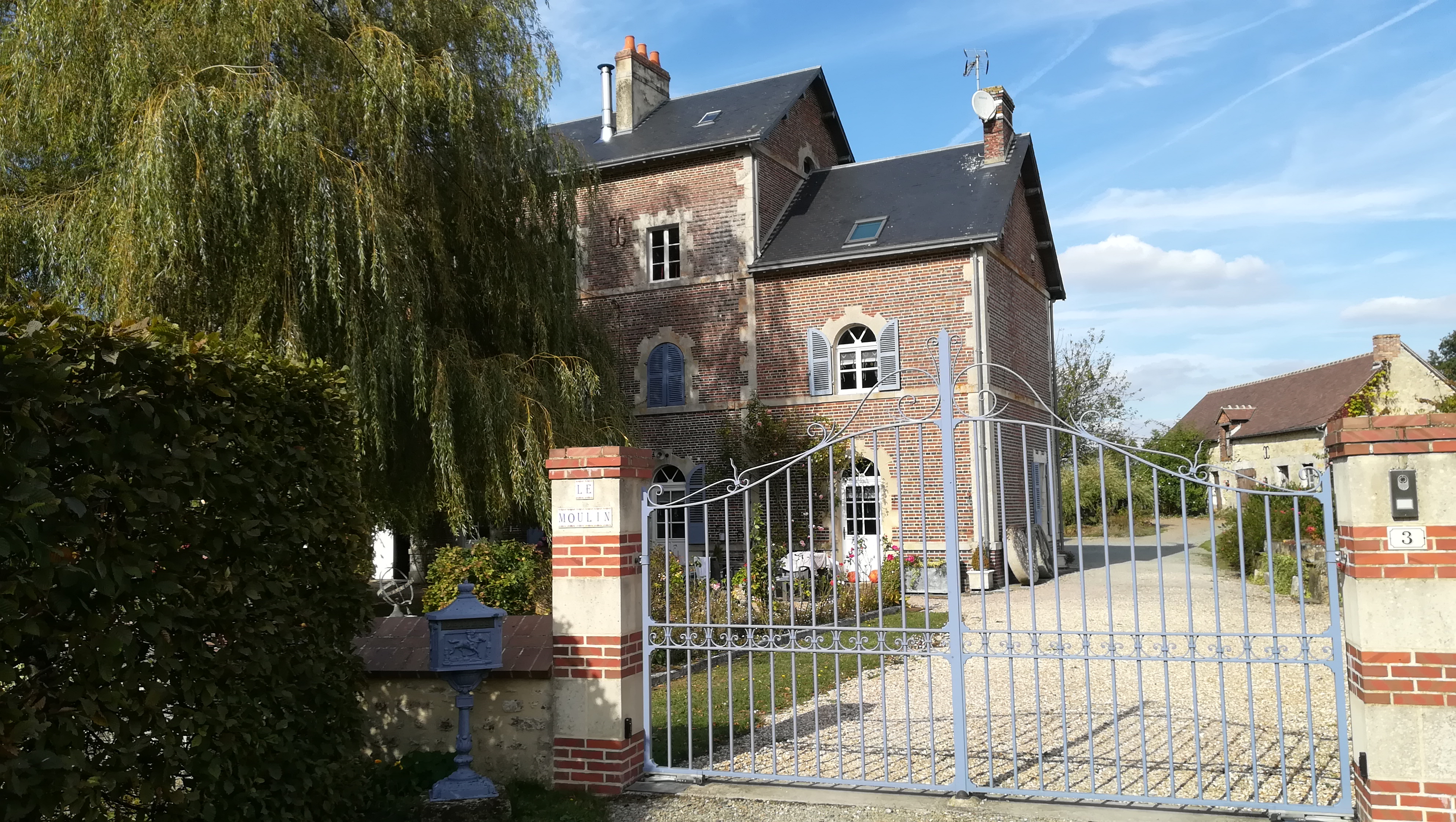
Le moulin de Buré.

- Église Notre-Dame abritant un retable, avec Vierge à l'Enfant et tableau (L'Annonciation), des XVIe et XVIIe classé au titre objet aux monuments historiques[29].
- Moulin de Buré, classé au titre des monuments historiques.
- Mottes de Buré, au nombre de quatre[21]. Le site situé à 500 m au nord-ouest, est composé de deux mottes principales et de deux mottes basses, entourées chacune de leurs fossés, sont retranchées derrière un grand escarpement commun. Le château, cité vers 1190, se dressait à la frontière du Perche et de la Normandie, fixé à 1 km par le cours de la Sarthe[30].
- Motte de Montisambert à 500 m du pont sur l'Érine et dominant la route de 25 m environ. Le tertre en forme de cône régulier, situé à l'extrémité d'une basse-cour en plan incliné de 30 × 60 m, est haut de 10 m[31].
- Puissant fossé rectiligne à 250 mètres de la motte de Montisambert. Il s'agit probablement des restes d'un habitat disparu en lien avec la motte[21].

## Personnalités liées à la commune
- Henri Fantin-Latour (1836 - Buré, 1904), peintre et lithographe.
- Victoria Dubourg (1840 - Buré, 1926), peintre, épouse du précédent.